# 미나미아타촌
미나미아타촌(南阿太村)은 나라현 우치군에 설치되었던 촌이다. 현재의 고조시 동부에 해당한다.